# Maria Giulia Confalonieri
Maria Giulia Confalonieri (Giussano, 30 marzo 1993) è una pistard e ciclista su strada italiana che corre per il team Uno-X Pro Cycling e per il Gruppo Sportivo Fiamme Oro. In carriera ha vinto due prove di Coppa del mondo su pista, il bronzo nell'americana ai campionati del mondo 2018 e l'oro nella corsa a punti ai campionati europei 2018 e 2019.

## Palmarès

### Pista
- 2010 (Juniores)

Campionati italiani, Inseguimento individuale Junior
Campionati italiani, Omnium Junior
- 2011 (Juniores)

Campionati italiani, Inseguimento a squadre Junior
Campionati italiani, Scratch Junior
Campionati italiani, Corsa a punti Junior
Campionati europei Jr & U23, Inseguimento a squadre Junior
Campionati europei Jr & U23, Corsa a punti Junior
Campionati del mondo, Corsa a punti Junior
- 2012

Campionati italiani, Inseguimento a squadre
1ª prova Coppa del mondo 2012-2013, Inseguimento a squadre (Cali, con Beatrice Bartelloni e Giulia Donato)
Classifica finale Coppa del mondo 2012-2013, Inseguimento a squadre
- 2013

Campionati europei Jr & U23, Scratch Under-23
- 2014

Internazionale di Fiorenzuola, Corsa a punti Under-23
- 2016

Campionati italiani, Corsa a punti
Trois Jours d'Aigle, Scratch
- 2017

Track Cycling Challenge, Omnium
- 2018

5ª prova Coppa del mondo 2017-2018, Americana (Minsk, con Letizia Paternoster)
Tre sere di Pordenone, Corsa a punti
Campionati europei, Corsa a punti
Campionati italiani, Americana (con Elisa Balsamo)
6ª prova Coppa del mondo 2017-2018, Corsa a punti (Saint-Quentin-en-Yvelines
- 2019

1ª prova Coppa del mondo 2018-2019, Corsa a punti (Saint-Quentin-en-Yvelines)
Campionati europei, Corsa a punti
- 2020

Sei giorni delle Rose, Americana (con Elisa Balsamo)

### Strada
- 2011 (Juniores)

Memorial Davide Fardelli Junior
- 2022 (Ceratizit-WNT Pro Cycling, una vittoria)

Classifica generale Tour de la Semois

#### Altri successi
- 2015

Classifica giovani Giro della Toscana
- 2018

Classifica a punti Premondiale Giro Toscana Internazionale

## Piazzamenti

### Grandi Giri
- Giro d'Italia

2014: 76ª
2016: 46ª
2017: ritirata (10ª tappa)
2018: 37ª
2020: 56ª
2021: 59ª
2023: 81ª
- Tour de France

2022: 75ª
2023: non partita (7ª tappa)

### Competizioni mondiali
- Campionati del mondo su pista

Minsk 2013 - Inseguimento individuale: 15ª
Cali 2014 - Inseguimento a squadre: 11ª
Cali 2014 - Inseguimento individuale: 15ª
St. Quentin-en-Yv. 2015 - Inseguimento a squadre: 8ª
Londra 2016 - Scratch: 14ª
Hong Kong 2017 - Americana: 5ª
Apeldoorn 2018 - Americana: 3ª
Pruszków 2019 - Americana: 5ª
Pruszków 2019 - Corsa a punti: 6ª
Berlino 2020 - Corsa a punti: 5ª
- Campionati del mondo su strada

Copenaghen 2011 - Cronometro Junior: 15ª
Copenaghen 2011 - In linea Junior: 34ª
Toscana 2013 - Cronosquadre: 15ª
Ponferrada 2014 - Cronometro Elite: riserva
Doha 2016 - In linea Elite: 36ª
Innsbruck 2018 - Cronosquadre: 8ª
Fiandre 2021 - In linea Elite: 23ª

### Competizioni europee
- Campionati europei su pista

S. Pietroburgo 2010 - Ins. a squadre Juniores: 2ª
Anadia 2011 - Ins. a squadre Juniores: vincitrice
Anadia 2011 - C. a punti Juniores: vincitrice
Anadia 2012 - Ins. a squadre Under-23: 3ª
Anadia 2012 - C. a punti Under-23: 3ª
Panevėžys 2012 - Corsa a punti: 4ª
Anadia 2013 - Ins. a squadre Under-23: 3ª
Anadia 2013 - Scratch Under-23: vincitrice
Anadia 2013 - C. a punti Under-23: 3ª
Apeldoorn 2013 - Corsa a punti: 9ª
Anadia 2014 - Ins. a squadre Under-23: 3ª
Anadia 2014 - C. a punti Under-23: 2ª
Atene 2015 - C. a punti Under-23: 5ª
Grenchen 2015 - Scratch: 6ª
St. Quentin-en-Yv. 2016 - Corsa a punti: 7ª
St. Quentin-en-Yv. 2016 - Americana: 6ª
Berlino 2017 - C. a eliminazione: 3ª
Berlino 2017 - Americana: 5ª
Glasgow 2018 - Corsa a punti: vincitrice
Glasgow 2018 - Americana: 5ª
Apeldoorn 2019 - C. a eliminazione: 4ª
Apeldoorn 2019 - Corsa a punti: vincitrice
Apeldoorn 2019 - Americana: 4ª
- Campionati europei su strada

Olomouc 2013 - Cronometro Under-23: 12ª
Olomouc 2013 - In linea Under-23: ritirata
Tartu 2015 - Cronometro Under-23: 7ª
Tartu 2015 - In linea Under-23: 34ª
Herning 2017 - In linea Elite: 9ª
Glasgow 2018 - In linea Elite: 25ª
Alkmaar 2019 - In linea Elite: 16ª
Plouay 2020 - In linea Elite: 27ª
Monaco di Baviera 2022 - In linea Elite: 45ª
- Giochi europei

Minsk 2019 - In linea: 58ª

## Riconoscimenti
- Giro d'Onore del CONI nel 2012[3]